# Alfa 21164

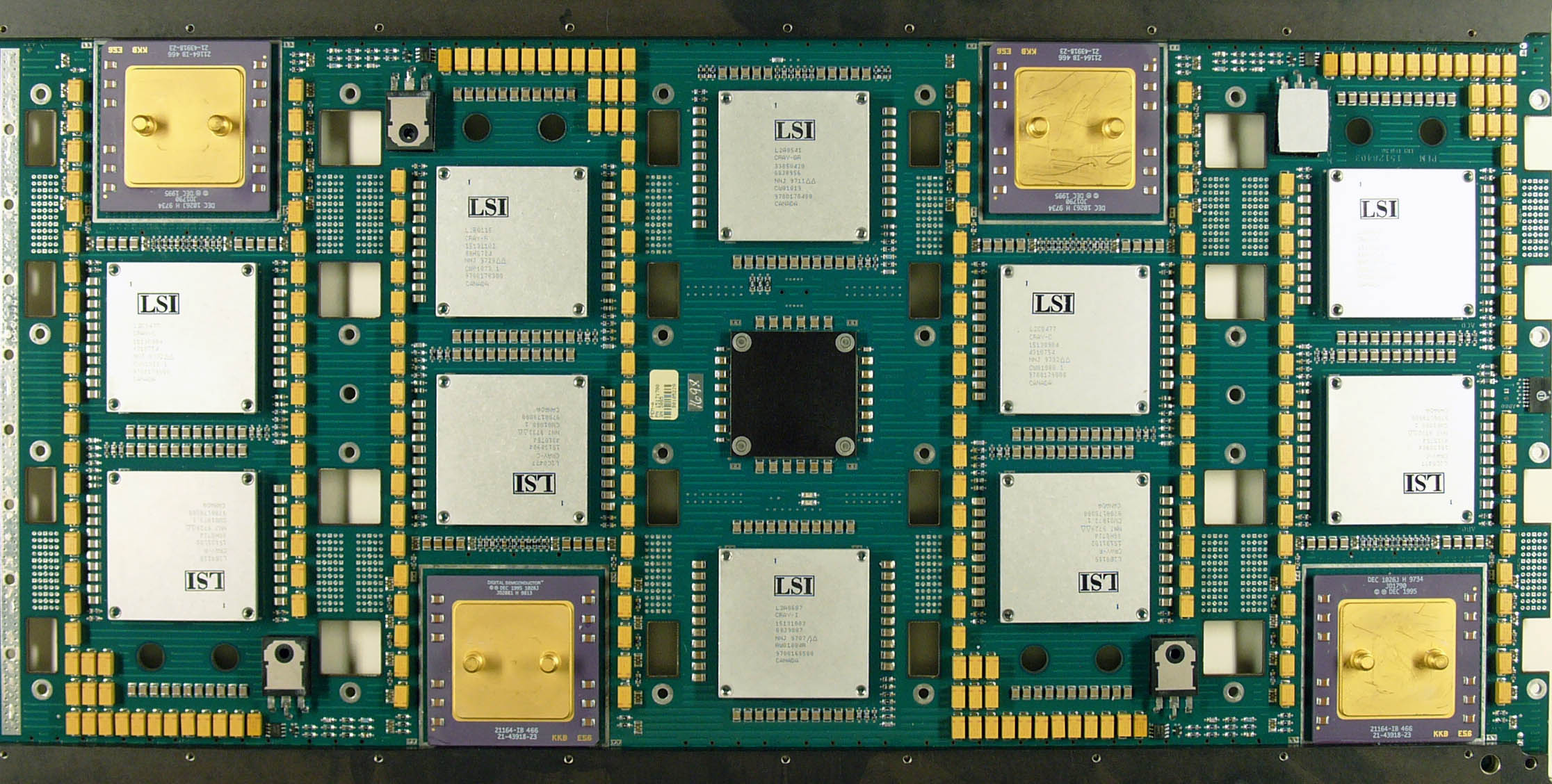
Quatre microprocessadors Alpha 21164 de 300 MHz de color daurat en una placa de processador Cray T3E-600

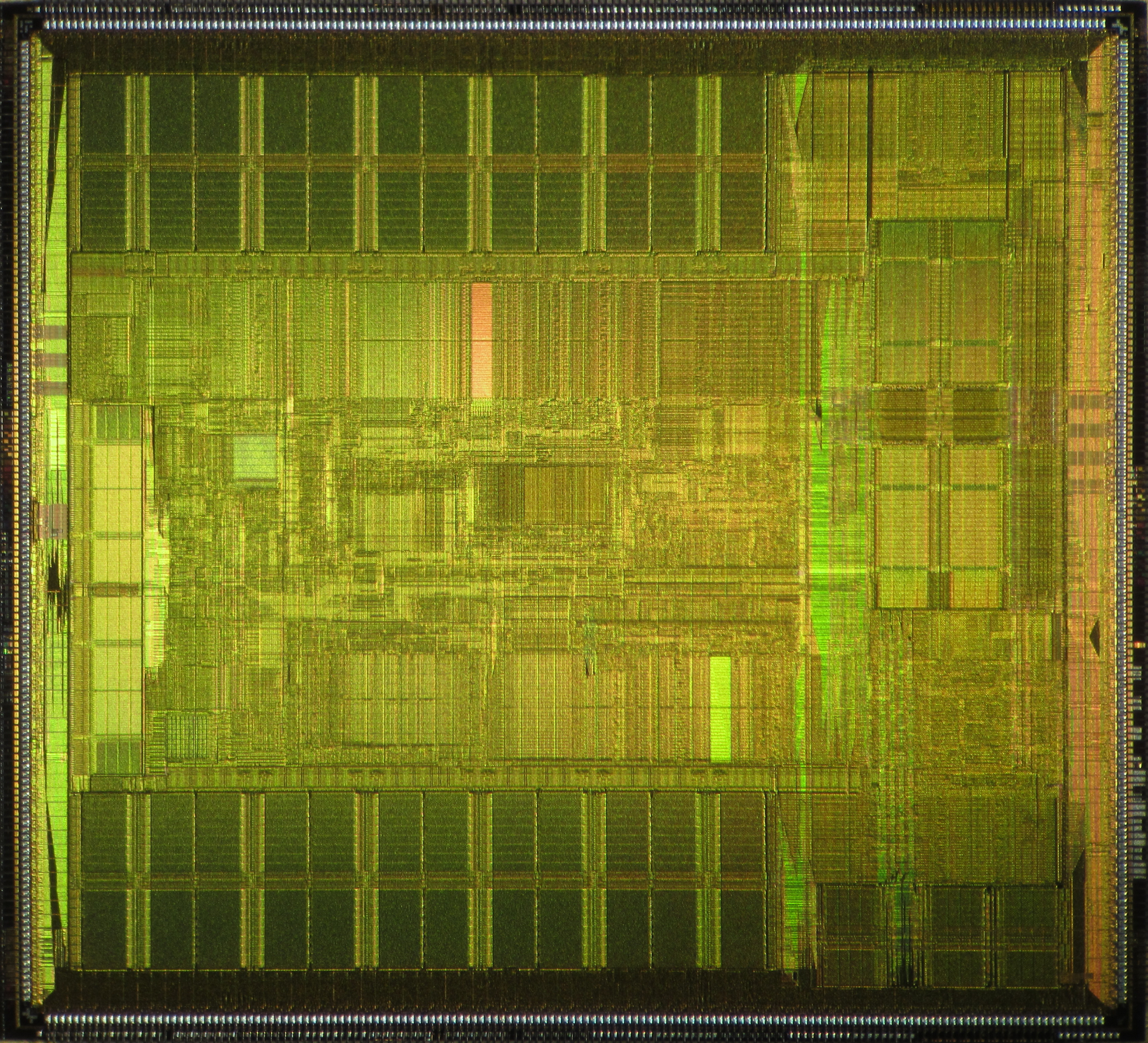
DEC Alpha 21164 (EV5) disparat

L'Alpha 21164, també conegut pel seu nom en codi, EV5, és un microprocessador desenvolupat i fabricat per Digital Equipment Corporation que va implementar l'arquitectura de conjunt d'instruccions Alpha (ISA). Es va presentar el gener de 1995, succeint a l'Alpha 21064A com a microprocessador insígnia de Digital. Va ser succeït per l'Alpha 21264 el 1998.

## Història
El primer silici de l'Alpha 21164 es va produir el febrer de 1994, i els sistemes operatius OpenVMS, Digital UNIX i Windows NT es van arrencar amb èxit. Es va mostrejar a finals de 1994 i es va presentar el gener de 1995 a 266 MHz. La versió a 300 MHz es va introduir el març de 1995. L'alfa final 21164, la versió a 333 MHz, es va anunciar el 2 d'octubre de 1995, disponible en quantitats de mostra. L'Alpha 21164 va ser substituït per l'Alpha 21164A com a microprocessador insígnia de Digital el 1996 quan la versió a 400 MHz va estar disponible en quantitats de volum.

### Usuaris
Digital va utilitzar l'Alpha 21164 operant a diverses freqüències de rellotge als seus servidors AlphaServer, estacions de treball AlphaStation. Digital també va utilitzar l'Alpha 21164 en els seus ordinadors de placa única Alpha VME 5/352 i Alpha VME 5/480 i les plaques base AlphaPC 164 i AlphaPC 164LX. El soci alfa , Cray Research, va utilitzar un Alpha 21164 a 300 MHz al seu superordinador T3E-600. Tercers com DeskStation també van crear estacions de treball amb Alpha 21164.

### Rendiment
El 21164 va continuar el lideratge de rendiment de l'Alpha 21064A amb 275 MHz fins a la introducció de l'Intel Pentium Pro el novembre de 1995, quan la versió de 200 MHz va superar la de 300 MHz 21164 a la suite de referència SPECint95_base. El 21164 va mantenir el seu lideratge de rendiment de punt flotant. El 21164 a 333 MHz introduït l'any següent va superar el Pentium Pro, però més tard va ser superat pel MIPS Technologies R10000 i després pel Hewlett-Packard PA-8000 el mateix any.

## Descripció
L'Alpha 21164 és un microprocessador superescalar de quatre números capaç d'emetre un màxim de quatre instruccions per cicle de rellotge a quatre unitats d'execució: dos enters i dos de coma flotant. El gasoducte sencer té set etapes i el de coma flotant té deu etapes. El 21164 va implementar una adreça virtual de 43 bits i una adreça física de 40 bits. Per tant, era capaç d'abordar memòria virtual de 8 TB de i 1 TB de memòria física.